# Канапеи
Канапеи су врста предјела, мала и често украсна врста хране, који се састоје од малог комада хлеба (понекад препеченог), лиснатог теста или крекера омотаног или преливеног неком укусном храном, држи се у прстима и често једе у једном залогају.

## Име
Име потиче од француске речи за софу, ослањајући се на аналогију да гарнирунг стоји на врху хлеба као што то чине људи на каучу.

## Карактеристике
Будући да се често служе током коктел забаве, често је пожељно да канапеи буду слани или зачињени, како би подстакли госте да пију више. Канапе се такође може назвати храном за прсте, мада није сва храна за прсте канапе. Крекери или мале кришке хлеба или тоста или лиснатог теста, исечене у разним облицима, служе као основа за слане путере или паштете, на који се стављају слане намирнице као месо, сир, риба, кавијар, паштета, пире или поврће.
Традиционално, канапеи се праве од устајалог хлеба (мада се за подлогу могу користити и друге намирнице попут лиснатог пецива, крекера или свежег поврћа) исеченог на танке кришке, а затим обликованог у кругове, прстенове, квадрате, траке или троуглове. Затим се прже или тостирају, а затим преливају високо обрађеним и декоративно нанетим намирницама. Шарени и оку угодни украси често употпуњују презентацију. Канапеи се обично послужују на послужавнику за канапе и једу се са малих тањира.

## Састав
Састав канапеа састоји се од основе (нпр. хлеб или тост), намаза, главне намирнице и украса. Намаз је традиционално или сложени маслац, направљен кремирањем путера са другим састојцима попут шунке или јастога, или ароматизовани крем сир. Салате од мајонеза могу се припремити и као намази. Уобичајени украси могу се кретати од ситно сецканог поврћа, младог лука и зачинског биља до кавијара или уља од тартуфа.
Према Лоунијевом кувару (1912) „Канапеи се праве од белог, грахам и смеђег хлеба, врло танко нарезани и резани у разним облицима. Могу бити умочени у растопљени путер, препечени или пржени“. Могли би се служити топли или хладни, намазати инћуном, пастом од ракова или кавијара, сервирати са украсима попут зелене и црвене паприке, и лимуновог сока. Троуглови за хлеб могу се сотирати на сланинској масноћи, пржити у дубоком уљу, или само подмазати и потамнети у рерни. Сенф се може користити као намаз за канапее украшене сецканом сланином, нарибаним сиром или сецканим маслинама.
Код нас су канапеи, шарени мини-залогаји, веома популарни и неизоставни су део сваке прославе, рођендана или славе, а одраз су маштовитости особе која их прави. Постоје и посни канапеи. Једино правило које се поштује при њиховом креирању је величина. 
Све врсте канапеа имају базу. У зависности од укуса, то могу бити разне врсте пецива, хлеба, крекери или умешено тесто по сопственом избору. Облик базе је углавном кружни, али може бити и четвртасти или троугласти.
Као надев могу послужити - крем-сир, путер, павлака, паштета, на које се стављају шунка, печени комадићи меса, инћуни, лосос, маслине, комадићи поврћа и воћа, разни сиреви и качкаваљи, печурке, а за декорацију су идеални листићи першуна, нане или мирођије. 